# Bålväxter
Bålväxter eller tallofyter (Thallophyta, från grekiska θαλλός thallos "ungt grönt skott" och φυτά phyta "växt", eller Thallobionta) är en polyfyletisk grupp av "lägre växter" som tidigare räknades som en division av växtriket och som innefattade svampar, alger, lavar och stundom mossor (speciellt levermossorna), bakterier och Myxomycota. De har ett "dolt" fortplantningssystem och kallas därför också, tillsammans med ormbunksväxterna, för kryptogamer, till skillnad från fanerogamer. Bålväxterna definieras som flercelliga växter utan indelning i rot och skott. Övriga ("högre") växter kallas stamväxter eller kormofyter ("Cormophyta"). Indelningen i Thallophyta och Cormophyta härstammar från den österrikiske botanisten Stephan Endlichers Genera Plantarum (1836–1840).